# Comuna Hnarovske, Vilneansk
Hnarovske (în ucraineană Гнаровське) este o comună în raionul Vilneansk, regiunea Zaporijjea, Ucraina, formată din satele Hnarovske (reședința) și Jovtneve.

## Demografie
Componența lingvistică a comunei Hnarovske
     Ucraineană (77,34%)
     Rusă (22,51%)
     Alte limbi (0,16%)
Conform recensământului din 2001, majoritatea populației comunei Hnarovske era vorbitoare de ucraineană (77,34%), existând în minoritate și vorbitori de rusă (22,51%).